# Slovo
Slovo je skupina hlásek tvořící ustálený celek a mající určitý ustálený význam, je označované za jednotku slovní zásoby. Ve starším výkladu zpravidla uskupení hlásek ve věcném (lexikálním) nebo mluvnickém (gramatickém) významu a také jednotlivá hláska, například citoslovce „ó" vyjadřující překvapení nebo také spojka „a" v postavení ve větě.
Hláska je pojem zvukové stránky jazyka, umožňuje slovo použít v mluveném projevu a písemně zaznamenat. Věcný význam slova znamená zjednodušeně něco (cokoliv) pojmenovat, mluvnický spočívá v možnosti slovo zaznamenat (písmo, tisk) a také pravopisně rozlišit i v případě jeho stejného znění v mluveném projevu (např. zelený – Zelený).
Zvukovou stránkou jazyka a významem hlásek se zabývá hláskosloví, v daném jazyku mají hlásky schopnost rozlišit zvukovou formu slova a jeho význam. Hláska je tzv. významotvorná a označuje se cizím slovem jako foném, základní jednotka tzv. fonologického systému. Fonologický systém je součástí fonologie věnující se funkci fonémů neboli zvukovým rozdílům hlásek. V českém jazyku jsou hlásky (fonémy) tvořené jednotlivými samohláskami (vokály), souhláskami (konsonanty) a dvojhláskou (diftong) složenou ze dvou samohlásek v jedné slabice (ou).
Slovo je významný prostředek dorozumívání (komunikace) v lidské společnosti, v kulturním vývoji příslušného území tvoří souhrn slov část národní identity a národního jazyka. V celosvětovém měřítku je pravděpodobně nejvýznamnějším prostředkem v komunikaci člověka. Slovo vzniká v hlasovém ústrojí, způsobem v nich tvořených hlásek se zabývá fonetika konkrétního jazyka, např. angličtiny, češtiny atd.
Naukou o slovu (derivologie – tvorba slov, etymologie – původ slov, frazeologie – ustálená slovní spojení, lexikologie – slovní zásoba, lexikografie – sestavování slovníků, morfematika – základ slov, morfologie – tvarosloví, sémantika – věcný význam) a dalšími disciplínami v souvislosti s českým jazykem se zabývá jazykověda a uplatněním výstupních jazykovědných informací v oblasti vzdělávání jazyková výchova, ve školství zpravidla v odborném předmětu nazvaném „český jazyk".
V České republice je v oblasti českého jazyka autoritou (výklad slov aj.) Ústav pro jazyk český Akademie věd ČR.

## Jazykovědný význam
Slovo bývá považováno za základní jednotku lexikální jazykové roviny jako ustálená jednotka jazyka, která je tvořena řadou fonémů ve větě přemístitelnou (výjimečně fonémem jediným) a nese lexikální a/nebo gramatický (případně též pragmatický význam). Tento termín ovšem není lehce vymezitelný. Dosud v jazykovědě nebyla vytvořena uspokojivá definice, která by na jedné straně odpovídala všem slovům a na druhé straně nemohla být vztažena na jiné jednotky jazyka. Příčinou je velká formální, významová i funkční různorodost slov.
Slovo je jazykovým znakem. Jeho forma je vzhledem k pojmenovávané realitě arbitrární (libovolná). Mezi formou slova a obsahem lidského vědomí, k němuž se vztahuje (tj. potažmo mezi formou a pojmenovávanou skutečností), neexistuje ve většině případů žádná přímá souvislost. Vztah mezi posloupností hlásek je však založen na konvenci, pro uživatele jednotlivého jazyka je závazný, jinak by si navzájem nemohli rozumět.
Slova, u nichž lze na základě jejich vnitrojazykové motivovanosti usuzovat na lexikální význam, bývají označována jako popisná (pomeranč – pomerančový – pomerančovník). Proti nim stojí tzv. slova značková, jejichž forma je vzhledem k ostatním jednotkám – alespoň ze synchronního pohledu – nemotivovaná (voda, dům).

## Informační obsah
Slovo je nositelem informace s určitým obsahem, vnímané ve formě zvuku (mluvený projev), vizuálně v případě písma (též tisku) i hmatově (tzv. Braillovo písmo) a to ve významu věcném neboli lexikálním, uváděném ve slovníku a/nebo mluvnickém (gramatickém) v případě spojení s dalšími slovy. Vzhledem k informačnímu obsahu každého slova lze označit slovo za jednotku informace, významově však může být i paměťovou jednotkou v informačních technologiích programového typu (software), je samo o sobě pojmem s více významy.
Slovo je ve větě přemístitelné a umožňuje ve věcném významu pojmenování (označení) jakékoliv skutečnosti (reálné nebo abstraktní) a to buď jednoslovně (např. hory, moudrost) nebo víceslovně, tzv. souslovím (Železné hory, historická zkušenost). Souslovím jsou i odborné názvy, např. pojmenování chemických sloučenin a také slovní spojení v oblasti frazeologie, např. pořekadla, pranostiky, přísloví.

## Významové druhy
Informační obsah slova představuje jeho význam, může být jen jeden nebo jich být i více, vztažených ke stejně znějícímu ustálenému celku hlásek.
- Jednoznačné slovo má jeden význam, též jednovýznamové slovo (např. měď – název chemického prvku).
- Mnohoznačné slovo má více významů, též vícevýznamové slovo (např. noha, v základní významu označení části lidského těla, v druhotném neboli odvozeném třeba noha u stolu).

### Hlásková shoda
Mnohoznačné slovo v sobě nese významovou spojitost neboli hláskovou shodu, takové slovo zní v mluveném projevu shodně (např. pohled – s více významy: zrakem pohledět, pohlednice, obec Pohled nebo objekt databáze). Rozlišit význam mnohoznačného slova lze v jeho spojení s dalšími slovy ve větě.

## Užití
Slovo nabývá konkrétního významu užitím k pojmenování nějaké jedinečnosti (Brno, Chrudimka, Karel) nebo označení skutečnosti (auto, déšť, krychle), poukázání na něco (ten, tam), vyjádření pocitu nebo napodobení zvuku (brr, bum), výzvě (stůj) a také užitím ve stavbě věty (a, když, protože).
Užitím slova označuje člověk svoji přesně vymezenou představu neboli pojem používaný v řeči (mluvený projev) nebo písemně (též tiskem) a také v digitálním záznamu. Užití určitého pojmu je podmíněno existujícím ustáleným spojením, ve smyslu přijatých pravidel a zvyklostí (konvence), nesoucí v sobě určitou informaci, náhodný shluk (množina) hlásek mimo obvyklou posloupnost toto nesplňuje. Pro užití slova v určitém věcném významu jsou důležité výkladové slovníky, také cizích slov a encyklopedie.

### Kulturní význam
V průběhu vývoje lidské kultury se „slovo" v mnoha oblastech života stalo významným prostředkem prezentace kulturních hodnot, např. prostřednictvím souboru starověkých textů v podobě Bible (tištěná podoba slova) nebo v jeho „živém" významu pro duchovní směřování života v podobě pastorace. Slovo má velký význam v ideologickém působení při formulování politických názorů a koncepce určitého společenského názoru na rozličné otázky a problémy, obecně také ve filosofii, formulování zásad morálky nebo ustanovení právních předpisů a vytváření zákonných norem práva (kodifikace), pojem „slovo" je využit i v oblasti tzv. nepsaného práva ve výrazu „platí dané slovo" (slib). V oblasti jazykovědné se kodifikací spisovné češtiny zabývá Ústav pro jazyk český Akademie věd ČR.
Přelom ve využití slov v kulturním pojetí nastal v Evropě v polovině 15. století, vynález knihtisku (Johannes Gensfleisch-Gutenberg) umožnil masovou produkci tištěného slova v podobě knih. V roce 1605 začal Johann Carolus (1575–1634), německý tiskař a vydavatel, šířit první tištěné noviny nazvané v němčině „Relation aller Fürnemmen und gedenckwürdigen Historien" (česky: Oznámení všech významných a vzpomínkových zpráv) ve Štrasburku. Pravděpodobně vůbec první tištěné noviny na světě dle „Světové asociace novin" (anglicky: World Association of Newspapers).
V českých zemích šířeno slovo v psané podobě poprvé v psaných tzv. novinách v roce 1495 pod názvem „Noviny leta božieho 1495" (tzv. Jindřichohradecké noviny), první česky psané noviny opakovaně vydávané od roku 1719 byly „Pražské české noviny“ (zakladatel a vydavatel Karel František Rosenmüller), později jejich redaktorem Václav Matěj Kramerius, od července 1789 vydával v Praze „Krameriovy císařsko-královské vlastenecké noviny" spojené s formováním českého národního vědomí, významně se podílely na osvětové činnosti, publikovaly naučné přílohy s tématy z oblasti dějepisu, ekonomiky, zeměpisu aj.
V roce 1890 vznikla v Praze „Česká akademie císaře Františka Josefa pro vědy, slovesnost a umění" (1890–1918) spojená s osobou architekta, stavitele a filantropa Josefa Hlávky, v letech 1890–1908 její první předseda. V roce 1911 v rámci akademie založena „Kancelář Slovníku jazyka českého", od roku 1946 pod názvem Ústav pro jazyk český. Vznikem Československa v roce 1918 změna názvu akademie na Českou akademii věd a umění, v letech 1953–1992 nejvyšší vědecká instituce s názvem Československá akademie věd. 
Z hlediska uchovávání psaného (tištěného) slova byl významný rok 1781 založením Národní knihovny (Bibliotheca nationalis) ve smyslu sbírky jazykově české a slovenské literatury v rámci „Veřejné c. k. univerzitní knihovny", zakladatel sbírky ředitel knihovny Karel Rafael Ungar v Praze (Klementinum), dnes Národní knihovna České republiky.
Kulturou řeči – užitím slov se zabývá periodikum „Naše řeč", první číslo vyšlo v prosinci roku 1916, od roku 1918 ve vydání České akademie věd a umění (1918–1952), vychází nepřetržitě, dnes vydavatel Ústav pro jazyk český Akademie věd ČR. Sté výročí časopisu o současné i historické češtině bylo téma konference v lednu roku 2017 v sídle Akademie věd ČR v Praze (pořadatelé: redakce časopisu ve spolupráci s oddělením jazykové kultury Ústavu pro jazyk český AV ČR).
Od roku 1935 vychází také recenzovaný vědecký časopis věnovaný otázkám teorie a kultury jazyka pod názvem „Slovo a slovesnost", založen Pražským lingvistickým kroužkem, přispívatelem v prvním čísle byl i český spisovatel Karel Čapek s článkem „Kdybych byl linguistou".
V roce 1936 byla v bývalém Československu založena „Jazyková poradna Společnosti pro slovanský jazykozpyt a Naší řeči", dnes Jazyková poradna Ústavu pro jazyk český Akademie věd ČR.
Pojem „slovo" se objevuje i ve spojení v názvu novin České slovo (1907–1945), pokračovatelem Svobodné slovo vycházejících v letech 1945–1993 v bývalém Československu. S užitím mluveného i psaného slova je spojen např. „Festival českého jazyka, řeči a literatury Šrámkova Sobotka" pořádaný v letních měsících v rodišti básníka Fráni Šrámka (1877–1952) ve městě Sobotka (61. ročník v roce 2017).

### Svoboda slova
Mimořádný význam slova prezentuje mezinárodní smlouva přijatá 19. prosince 1966 v sídle Organizace spojených národů v New Yorku pod označením „International Covenant on Civil and Political Rights" (česky: Mezinárodní pakt o občanských a politických právech). Úmluva navazuje na Všeobecnou deklaraci lidských práv, slova se týká především článek 19 ve znění:
„Každý má právo na svobodu přesvědčení a projevu; toto právo nepřipouští, aby někdo trpěl újmu pro své přesvědčení, a zahrnuje právo vyhledávat, přijímat a rozšiřovat informace a myšlenky jakýmikoli prostředky a bez ohledu na hranice."
Obecně je toto lidské právo označováno jako svoboda slova.

#### Dva tisíce slov
Význam slova v souvislostech uplatněného lidského práva se projevilo např. ve společenské situaci v roce 1968 v bývalé Československé socialistické republice a následně i v mezinárodním měřítku tehdejšího bloku socialistických států. Slovy formulovaná výzva k široké veřejnosti pod názvem „Dva tisíce slov, které patří dělníkům, zemědělcům, úředníkům, vědcům, umělcům a všem", známá též pod zkráceným „Dva tisíce slov" měla širokou odezvu. Autorem byl spisovatel a novinář Ludvík Vaculík, zveřejněna bez uvedení autorství 27. června 1968 v týdeníku vycházejícím v roce 1968 pod názvem Literární listy (č. 18) a současně v denících Mladá fronta, Práce (noviny ROH), Zemědělské noviny.
Slova v prohlášení vyvolala odezvu u občanské veřejnosti i v širších mezinárodních souvislostech vrcholících 21. srpna 1968 invazí vojsk Varšavské smlouvy na československé území. V souvislosti s tzv. manifestem byly publikovány i další dokumenty, v jejichž názvu se výraz „slovo" objevuje a jejichž tvůrci byli šiřiteli slova jak v mluvené, tak písemné formě, např. „Jen několik slov" (Literární listy, zvláštní vydání 19. července 1968, autorství neuvedeno, autorem textu Antonín Jaroslav Liehm, v roce 1946 spoluzakladatel týdeníku Kulturní politika s básníkem, publicistou a režisérem Emilem Františkem Burianem, využívajícím např. jazykovou a rétorickou literární konstrukci, tzv. metaforu) nebo novinářský článek „Omluva o 992 slovech" (autor Ludvík Vaculík, Literární listy, č. 20 z 11. července 1968).
Ludvík Vaculík (1926–2015) své články, eseje, fejetony, reportáže a úryvky z nepublikované prózy, také zápisy o vyloučení z KSČ, Prohlášení Charty 77 a protokoly z výslechů tvořících historické prameny, shromáždil do uceleného souboru, tvořícího dnes dobové dokumenty a literární projevy ve společenských souvislostech období jeho života, publikoval je v knize Tisíce slov. Uvedením autorského textu v různých publicistických žánrech a v dokumentech dané doby se kniha stala také představením rozmanitého užití slova.
Významu slovní výzvy z roku 1968 je věnována např. studie „Dva tisíce slov; Zrod a důsledky nečekaně vlivného provolání", autor Jakub Končelík.

## Slovní zásoba
Všechna slova tvoří v určité jazykové oblasti slovní zásobu (lexikum), slovo je její jednotkou, též lexikální jednotkou neboli lexém. Slovní zásobou (lexikem) se zabývá lingvistická disciplína nazvaná lexikologie. Zásoba slov je shromážděna v obsahově velkém slovníku synonym - lexikonu nazývaném v jazykovědě tezaurus, též thesaurus. Současná slovní zásoba je značně rozsáhlá.
Slovní zásoba uchovávaná v paměti lidského mozku je výsledek procesu socializace člověka přicházejícího na svět v podobě biologického živoucího organismu, tedy i bez znalosti významu slov. Teprve s postupným vývojem v kulturní bytost je člověk schopen ke vnímané skutečnosti přiřazovat určité slovo, obvykle ve významu tzv. mateřské řeči. Pro uchování ustálených celků daného jazyka ve formě slov byly v průběhu let kulturního vývoje lidstva, také s obohacováním jazyka novými pojmy, vytvořeny slovníky různého významu a určení.
Obsahem se slovníky mohou lišit podle:
- charakteru poskytovaných informací, např. naučné – encyklopedické (základní zdroj informací), jazykové (výklad slova, překlad slova),
- způsobu třídění zpracovaných hesel, např. abecedně řazené nebo věcně podle významu,
- druhu zaznamenané slovní zásoby, např. cizích slov, historické – Staročeský slovník, frazeologické, synchronní – současná slovní zásoba, terminologické – odborné aj.

## Slovník
Uchování slov (slovní zásoby) je podmíněno schopností paměťového centra lidského mozku a dalšími činiteli jedince. Významné jsou proto slovníky daného jazyka. Základy budoucích slovníků v českých zemích vznikaly již popularizací češtiny, např. v bohosloveckém kázání Jana Husa (asi 1370–1415), podílejícího se na odstranění zastaralých a také německých slov a zavedení diakritického pravopisu (háčky, čárky nad hláskami).
Významné je působení filologa, historika a zakladatele slavistiky v českých zemích Josefa Dobrovského (1753–1829) a Josefa Jungmanna (1763–1847), filologa, překladatele a lexikografa, také dalších osobností jak umělecké, např. Josef Kajetán Tyl (1808–1856), Karel Jaromír Erben (1811–1870), Božena Němcová (1820–1862), Karel Havlíček Borovský (1821–1856), tak populárně odborné literatury František Palacký (1798–1876), Jan Gebauer (1838–1907).
V letech 1860–1874 vyšel první český encyklopedický Slovník naučný, autoři František Ladislav Rieger a lexikograf Jakub Malý, spolupracoval i spisovatel Karel Jaromír Erben. Nejrozsáhlejší Ottův Slovník naučný vydávaný v letech 1888–1909 obsahoval celkem 27 svazků encyklopedického slovníku a jeden díl s doplňky. Mezi první obecné encyklopedické slovníky po vzniku Československa patří Masarykův slovník naučný, který vycházel  v letech 1925–1933, dalším pak byl desetisvazkový Komenského slovník naučný z let 1937–1938.
K významným dílům v oblasti jazykovědy v první polovině 20. století náleží „Slovník jazyka českého", autoři František Trávníček a Pavel Váša, představující slovní bohatství jazyka knižního, psaného a hovorového s přihlédnutím k jeho umělecké a básnické formě. Slovník uvádí význam slov a jejich pravopis.
Ve druhé polovině 20. století vzniká v rámci Československé akademie věd výkladový Slovník spisovného jazyka českého, vedoucí redakce filolog a lexikograf Bohuslav Havránek (1893–1978), obsah kodifikován Ústavem pro jazyk český AV ČR, rozsáhlé dílo vydáváno v letech 1958–1989 opakovaně.
V 21. století se staly významným prostředkem k prezentaci významu slov, pravopisu, výslovnosti a gramatiky i uchovávání slovní zásoby informační technologie. V elektronické verzi existuje např. aplikace s názvem „Internetová jazyková příručka" se slovníkovou a výkladovou částí, společný projekt Ústavu pro jazyk český Akademie věd a Fakulty informatiky Masarykovy univerzity v Brně (viz externí odkazy hesla).

### Příklady slovníků
Slovníky českého jazyka, některé jsou digitálně zpracované a dostupné elektronicky (viz též externí odkazy hesla):
- Slovník jazyka českého, autoři František Trávníček, Pavel Váša, slovní zásoba spisovné češtiny, tzv. neodborné, určené pro širokou veřejnost, souhrn slov jazyka knižního, psaného, hovorového, vydán v roce 1937, vydavatel Fr. Borový, Praha.
- Slovník spisovné češtiny pro školu a veřejnost, výkladový slovník českého jazyka, 45 366 slov a 62 872 vyčleněných významů vztažených ke konkrétnímu slovu (pravopis, výslovnost, původ, slovní spojení a další), obsahem slovní zásoba od roku 1945 s přihlédnutím k období po roce 1918, kodifikován Ústavem pro jazyk český AV ČR, první vydání v roce 1978, další opraveno a doplněno v roce 1994, opakovaně vydáván v dalších letech, vydavatel Academia, v roce 2005 na CD-ROM v nakladatelství Leda (jazykové učebnice).
- Slovník spisovného jazyka českého, výkladový slovník českého jazyka, 192 908 slov, obsahem slovní zásoba let 1935–1971 a výběr od 80. let 19. století, kodifikován (pravopis, výslovnost, gramatika), vydávaný v letech 1958–1966 (sešitově), 1960–1971 a v úpravě roku 1989, vydavatel Academia, v roce 2011 zpřístupněn v elektronické podobě Ústavem pro jazyk český AV ČR.
- Příruční slovník jazyka českého, vědecký popisný (deskriptivní) slovník, 250 000 slov, podrobný lexikografický popis slov, synchronní slovníkové dílo se slovní zásobou od roku 1880 s přihlédnutím ke starší české literatuře, též nazývaný citátový slovník pro doklady především z beletrie, vydávaný v letech 1935–1957, vydavatel státní nakladatelství v různých podobách názvu, v posledním Státní pedagogické nakladatelství, v roce 2007 zpřístupněna digitalizovaná podoba Ústavem pro jazyk český AV ČR.
- Příruční slovník naučný, první česká encyklopedie po II. světové válce, 42 472 hesel, vydávaná v letech 1962–1967, vydavatel bývalá Československá akademie věd.